# Paret rasant
La paret rasant és una paret de dimensió inferior al metre d'alçària sobre la qual es col·loca reixeta de filferro, independentment del tipus de coronament.

## Ús
Delimita una tanca dedicada al conreu d'herbàcies i, a la vegada, evita que es pugui saltar a l'interior.

## Ubicació
Està situada a una zona planera i d'accés a les cases de possessió de Son Amer.

## Materials
Pedra calcària poc adobada.

## Mesures
La paret rasant fa 70 cm d'amplària i 60 d'alçada